# Præstbro
Præstbro er en tidligere stationsby i det østlige Vendsyssel med 227 indbyggere  (2024). Præstbro ligger i Albæk-Lyngså Sogn mellem Sæby og Dronninglund og er beliggende syv kilometer øst for Dybvad og Flauenskjold, samt syv kilometer vest for Voerså.
Byen ligger i Region Nordjylland og hører til Frederikshavn Kommune.
I Præstbro findes en idrætsforening og en blomsterhandel. Der er to kilometer til Voergaard Slot.

## Historie
Præstbro opstod på bar mark der hvor, jernbanen anlagt i 1899 krydsede landevejen, som på sin side krydsede over Voers Å med broen Præstbro, som gav stedet navn. Omkring århundredeskiftet beskrives byen således: "Præstbro Jærnbanestation med Privatskole, Forsamlingshus (opf. 1889), Kro, Maskinfabrik, Mølle, Andelsmejeri, m. m." Allerede kort efter anlæggelsen opstod der en lille stationsby: i 1906 havde Præstbro 150 indbyggere, i 1911 190 indbyggere og i 1916 197 indbyggere.
I mellemkrigstiden og efterkrigstiden var stationsbyen kun svagt voksende: i 1921 184 indbyggere, i 1925 204, i 1930 257, i 1935 222, i 1940 361, i 1945 350, i 1950 367, i 1955 366, i 1960 363 og i 1965 359 indbyggere. I 1930 var erhvervssammensætningen: 55 levede af landbrug, 78 af industri og håndværk, 32 af handel, 22 af transport, 3 af immateriel virksomhed, 26 af husgerning, 28 var ude af erhverv og 13 havde ikke angivet oplysninger. Fraværet af både egentlig industri og oplandsrettet virksomhed bidrog til byens stagnation. Måske har Dybvad stationsby ca. 5 km nord for bidraget til at stække udviklingen.